# 端唄
端唄（はうた）は、邦楽の一種である。端歌・破歌・葉歌・葉唄などの表記があり、時代や地域によって定義が異なる。

## 解説
文献上の初出は、1703年（元禄3年）刊行の『松の葉』第3巻である。本書では、作曲者が明らかな伝承歌曲に対して、作曲者を明示しない流行歌曲を意味する言葉として用いられていた。また、後世に地唄として伝承される曲も含まれていた。正徳・享保頃刊行の『古今端歌大全』以降、伝承規範曲である組歌・長歌に対して、創作芸術曲の総称として端歌の言葉が用いられるようになった。さらに、宝暦期には歌木検校によって詞章や楽曲面で大きな改革が行われた。
江戸時代中期以降、三味線音楽における流行歌の総称として、小唄と同義の言葉、あるいは小唄に変わる言葉として用いられた。ただし、近世小歌調などと称する「小歌」と同義ではない。
江戸では、1842年（天保13年）の三味線禁止令によって、伴奏をつけない都々逸や大津絵節などが流行した。これらの歌が三味線音楽化し、また小編歌曲の復活や新作が行われた結果、それらの楽曲の総称として「端唄」の表記が一般化した。江戸の端唄の教習は、師匠を中心とした連と呼ばれる組織によって行われた。なかでも、歌沢連の平虎は自ら家元を名乗り、うた沢節と呼ばれる三味線歌曲を作り上げた。これに対して、江戸や上方の一般的な端唄においては、組織的な伝承は行われなかった。
明治時代以降に流行した「早間の小唄」は、端唄とは成立・伝承の事情が異なる。ただし、両者で共通する詞章のものもある。1920年代までは小唄も端唄の名で呼ばれていたが、その後、端唄うた沢・小唄俗曲とはっきりと区別されるようになった。
以上の経過から、従前の端唄は上記のどれかに吸収されており、独自の端唄とするに足りる曲は非常に少ない。様々な文献やサイトで、端唄とされるものがうた沢とされていたり小唄とされているのはこのような事情による。

## 音楽的特徴
小唄は爪弾きであるのに対して端唄は撥を使う。また、節回しも若干の相違があり、うた沢に比べてサラリとうたうのを特徴とする。鼓や笛といった鳴り物付きで唄われることが多い。

## 代表的な曲
小唄・うた沢、ならびに日本舞踊の演目一覧の項も併せて参照されたい。
- 浅草参り
- 宇治茶
- 梅にも春
- 梅は咲いたか
- かっぽれ
- からかさ
- 五万石
- 四季の唄
- 芝に生まれて
- 東雲節
- 新土佐節
- 春雨
- 鬢（びん）のほつれ
- 奴さん
- 六段くずし
- 水は出花
- 夕暮れ
- 木遣りくずし
- さのさ
- 雪は巴

## 代表的な唄い手
- 藤本二三吉
- 市丸
- 王子おひろ
- 菊太郎
- 根岸登喜子
- 佐藤松子
- 神楽坂まき子
- 浅井丸留子
- 柳橋照代